# Argentinische Hockeynationalmannschaft der Herren
Die argentinische Hockeynationalmannschaft der Herren vertritt Argentinien bei internationalen Hockeyturnieren. Das Team nahm an fast allen Weltmeisterschaften teil, einzige Ausnahme bildet die Weltmeisterschaft 1998, die in Utrecht, Niederlande.
Aktuell (Juli 2025) steht die Nationalmannschaft in der Weltrangliste auf dem Feld auf Rang 7.

## Turniere

### Olympische Spiele
- 1908 bis 1964 – keine Teilnahme
- 1968 – Platz 14
- 1972 – Platz 14
- 1976 – Platz 11
- 1980 – nicht teilgenommen
- 1984 – nicht teilgenommen
- 1988 – Platz 8
- 1992 – Platz 11
- 1996 – Platz 9
- 2000 – Platz 8
- 2004 – Platz 11
- 2008 – nicht qualifiziert
- 2012 – Platz 10
- 2016 – Gold
- 2020 – Viertelfinale
- 2024 – Viertelfinale

### Weltmeisterschaften
- 1971 – Platz 10
- 1973 – Platz 9
- 1975 – Platz 11
- 1978 – Platz 8
- 1982 – Platz 12
- 1986 – Platz 6
- 1990 – Platz 9
- 1994 – Platz 7
- 1998 – nicht teilgenommen
- 2002 – Platz 6
- 2006 – Platz 10
- 2010 – Platz 7
- 2014 – Bronze
- 2018 – Platz 7
- 2023 – Platz 9

### Panamerikanische Spiele
- 1967 – Sieger
- 1971 – Sieger
- 1975 – Sieger
- 1979 – Sieger
- 1983 – Zweiter
- 1987 – Zweiter
- 1991 – Sieger
- 1995 – Sieger
- 1999 – Zweiter
- 2003 – Sieger
- 2007 – Zweiter
- 2011 – Sieger
- 2015 – Sieger
- 2019 – Sieger

### Pan American Cup
- 2000 – Bronze
- 2004 – Gold
- 2009 – Bronze
- 2013 – Gold

### Champions Trophy
- 1978 bis 1986 – nicht teilgenommen
- 1987 – Platz 5
- 1988 bis 2002 – nicht teilgenommen
- 2003 – Platz 5
- 2004 und 2005 – nicht teilgenommen
- 2006 – Platz 6
- 2007 – nicht teilgenommen
- 2008 – Bronze
- 2009 – 2012 – nicht teilgenommen
- 2014 – Platz 6

### Champions Challenge
- 2001 – Bronze
- 2003 – nicht teilgenommen
- 2005 – Gold
- 2007 – Gold
- 2012 – Gold